# Swagger (альбом)
Swagger — дебютний студійний альбом американського гурту Flogging Molly, виданий 7 березня 2000 року на SideOneDummy Records.
Крім США, альбом був виданий в інших країнах, проте з дещо зміненим наповненням. Так у деяких міжнародних версіях пісню Sentimental Johnny замінили на Juan El Sentimental. Крім того, попри назву Swagger, однойменна пісня на цьому диску відсутня, хоча вона є на концертному диску Alive Behind the Green Door, який був виданий ще у 1997 році. Студійний запис пісні Swagger з'явиться тільки на наступному альбому Drunken Lullabies.

## Список пісень
Автор музики і слів Flogging Molly. 
| #     | Назва                           | Тривалість |
| ----- | ------------------------------- | ---------- |
| 1.    | «Salty Dog»                     | 2:21       |
| 2.    | «Selfish Man»                   | 2:54       |
| 3.    | «The Worst Day Since Yesterday» | 3:38       |
| 4.    | «Every Dog Has Its Day»         | 4:24       |
| 5.    | «Life in a Tenement Square»     | 3:11       |
| 6.    | «The Ol' Beggars Bush»          | 4:34       |
| 7.    | «The Likes of You Again»        | 4:33       |
| 8.    | «Black Friday Rule»             | 6:57       |
| 9.    | «Grace of God Go I»             | 1:55       |
| 10.   | «Devil's Dance Floor»           | 3:59       |
| 11.   | «These Exiled Years»            | 5:15       |
| 12.   | «Sentimental Johnny»            | 4:47       |
| 13.   | «Far Away Boys»                 | 5:06       |
| 53:40 |                                 |            |

## Цікаві факти
- Пісня The Worst Day Since Yesterday була використана, як головна музична тема у дев'ятій серії першого сезону серіалу Зоряна брама: Всесвіт.
- Пісня The Worst Day Since Yesterday грає у сцені в барі у фільмі Містер і місіс Сміт.